# متحف أتاتورك هاوس
متحف أتاتورك هاوس (بالتركية: Atatürk Evi ve Müzesi)‏ هو متحف وطني يقع في أنطاليا، بتركيا. بُني إهداء لزيارات مصطفى كمال أتاتورك لهذه المدينة.
في الطابق الأول، يتم عرض الصحف والصور والوثائق المتعلقة بزيارات أتاتورك إلى أنطاليا في الفترة من 6 إلى 10 مارس 1930 ومن 18 إلى 19 فبراير 1935. في الطابق الثاني، توجد غرفتا عمل وغرفة نوم. في قسم آخر في هذا الطابق، توجد مجموعة من الأوراق النقدية والعملات المعدنية والعملات التذكارية والطوابع البريدية الصادرة منذ إعلان الجمهورية.
الجزء الأكثر أهمية في المتحف هو الغرفة ذات الممتلكات الشخصية لأتاتورك، والتي تم إحضارها من آنيت كابير، ضريح أتاتورك الذي يقع في العاصمة أنقرة.